# 紅樓夢 (2018年電影)
《紅樓夢》（英語：The Story of the Stone），是一部於2018年10月19日於台灣上映的同志電影，由紀言愷、陳彥名、呂金象、唐綸、利晴天領銜主演。

## 劇情介紹
小林（陳彥名 飾）在男友死後隻身到台北，本想埋首工作忘掉情傷，卻遇到了剛從英國回台的JOSH（呂金象 飾），兩人第一次在紅樓見面就陷入了情網，而小林卻礙於某些因素，沒有勇氣去愛...。事業有成的SEAN（JR紀言愷 飾），在紅樓開了間服飾店，由於為人慷慨，很快在紅樓獲得好人緣，卻也因此讓小林與JOSH兩人感情生變。某天，警察為緝毒搜索紅樓，JOSH一連消失好幾天，行蹤成謎，紅樓又發生了大火，燒毀了所有曾經的繽紛與糾纏...。

## 演員列表

### 主要演員
| 演員姓名 | 角色名稱               | 介紹                             |
| 紀言愷   | Sean（薛寶釵）         | 27歲房屋仲介、Golden服裝店店主   |
| 陳彥名   | 小林、林岱譽（林黛玉） | 花店店長、阿寶男友               |
| 呂金象   | Josh（賈寶玉）         | 19歲Stone酒吧服務員              |
| 陳彥廷   | 阿峰（王熙鳳）         | 32歲，Stone酒吧店長              |
| 林冠宇   | 小秦（秦鐘）           | 秦鐘快遞員、璉哥的轟趴常客       |
| 利晴天   | 警幻仙子               | 變裝主持人、警員                 |
| 蔡力允   | 璉哥、璉聖恩（賈璉）   | 35歲設計師，阿峰老公，包养小尤。 |
| 劉雨凱   | 蔣玉涵（蒋玉菡）       | 光顧Stone酒吧的明星演員          |
| 唐綸     | 小尤 (尤二姐)          | 20歲體專生被褳哥包养             |
| 榮忠豪   | 阿喵（妙玉）           | 27歲算命師                       |
| 陳信力   | 小文（晴雯）           | Stone酒吧服務員                  |
| 謝理任   | 小鍾                   | 小秦男友、璉哥的轟趴常客         |

### 其他演員
| 演員姓名   | 角色名稱         | 介紹                               |
| 陳睿纁     | CC（襲人）       | Stone酒吧服務員、Josh的室友        |
| 張嘉方     | 阿春（賈探春）   | 帅T大姐头                          |
| 宋亞倫     | Steven (史湘云)  | 29歲異男酒保                       |
| 王岳豐     | 阿寶（甄寶玉）   | 28歲職業軍人，小林前男友，自殺死亡 |
| 劉明勳     | 賈哥（賈政）     | 紅樓業主                           |
| 高盟傑     | 劉議員           | 西門紅樓的幕後庇護者               |
| 安偉       | DJ小毛           | JUNGLE同志舞廳DJ                   |
| 柳廣輝     | 柳導演（劉姥姥） | Stone酒吧VIP客人                   |
| 鮑奕安     | 阿平（平兒）     | Stone酒吧服務員                    |
| 江盛祺/祺0 | 琪琪（司棋）     | Stone酒吧常客                      |
| 蔡明修     | 殯葬禮儀師       | 處理小林身後事                     |
| 章廣辰     | 機車騎士（薛蟠） | 酒駕調戲警幻仙子（彩蛋）           |

## 外部連結
- 紅樓夢的Facebook專頁